# Sources de la Touvre
Pour les articles homonymes, voir Touvre (homonymie).
Les sources de la Touvre sont situées sur la commune de Touvre dans le Grand Angoulême, dans le département français de la Charente. C'est la deuxième résurgence de France, avec un débit annuel moyen de 13 mètres cubes par seconde, après la fontaine de Vaucluse. 

## Géographie
Les sources sont des résurgences constituées du Dormant, du Bouillant, de la font de Lussac et de la Lèche qui apparaissent sous les ruines du château de Touvre. Elles donnent naissance à la Touvre, affluent de la Charente long seulement de 11,7 km et dont le débit permet à la Charente d'être navigable d'Angoulême à l'océan. Elles alimentent l'agglomération d'Angoulême en eau potable.

### Localisation et accès
Les sources de la Touvre sont situées à 6 km à l'est d'Angoulême, dans la petite commune de Touvre. On y accède par la D699, route d'Angoulême à Montbron, puis la D23 et la D57. Elles sont en accès libre.

### Hydrogéologie
Ces sources sont alimentées par des rivières souterraines venant du karst de La Rochefoucauld. Une série de colorations à la fluorescéine a montré que l'eau provient essentiellement des pertes du Bandiat et de la Tardoire.
Dans une moindre mesure on y trouve des eaux de la Bonnieure et de l'Échelle, et de tout le bassin versant du karst.
Le débit de la Touvre est mesuré régulièrement depuis 1919. Il varie fortement avec les saisons entre 7 m3/s en septembre et 17,6 m3/s en février. La moyenne inter-annuelle est de 13,5 m3/s.
La cause de la résurgence est la faille de l'Échelle  où une épaisseur de 500 m de marnes du Kimméridgien inférieur imperméable barre la route à l'écoulement souterrain des eaux et les oblige à remonter à la surface.
- Le Bouillant, dont la vasque d'entrée a une profondeur de 15 mètres. Un captage dans ses eaux assure l'alimentation en eau potable de l'agglomération d'Angoulême. Une digue naturelle le sépare du point d'émergence suivant :
- Le Dormant, dont la vasque d'entrée est profonde de 18 mètres.
- La font de Lussac a une profondeur de sa vasque d'entrée de 4,50 mètres. La source de Lussac semble avoir une profondeur totale de 150 à 200 mètres et se serait ouverte à la suite du séisme du 1er novembre 1755 à Lisbonne[3].
- La Lèche[N 2] a une profondeur de 2 m, et se situe 600 m au sud des trois précédentes sources, à côté du confluent de l'Échelle. Cette source serait également apparue lors du tremblement de terre de Lisbonne de 1755[5].

## Exploration
L'entrée de la rivière souterraine du Bouillant, qui prolonge la vasque d'entrée, se situe à 15 mètres de profondeur. L'exploration de ce conduit a été réalisée en plongée souterraine à plusieurs reprises et a permis de descendre à 144 mètres de profondeur.
Le conduit souterrain qui prolonge la font de Lussac a été exploré jusqu'à une profondeur de 185 mètres en avril 2006 et 197 mètres en octobre 2017.

## Galerie

Les sources de la Touvre
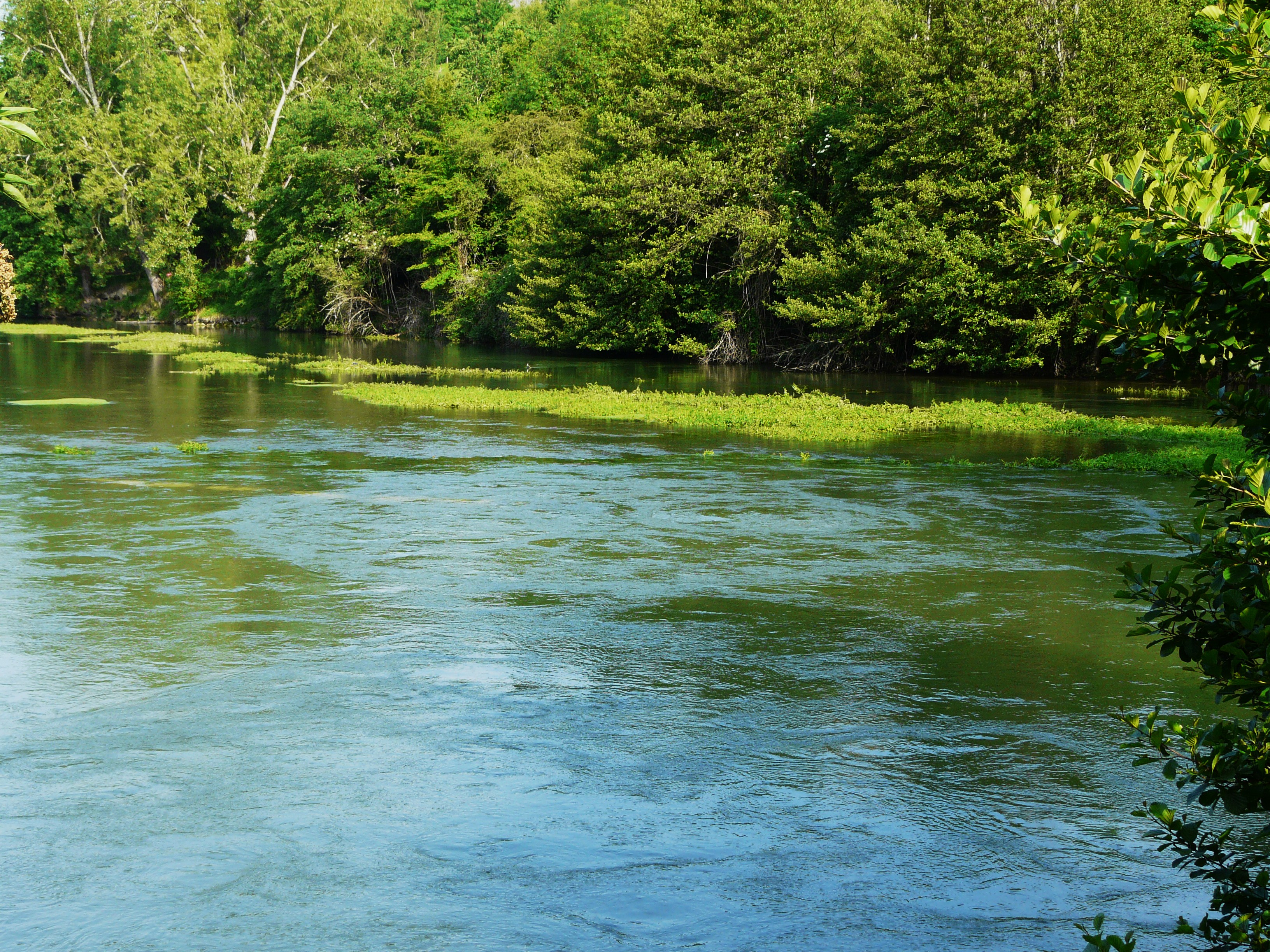
Le Bouillant.
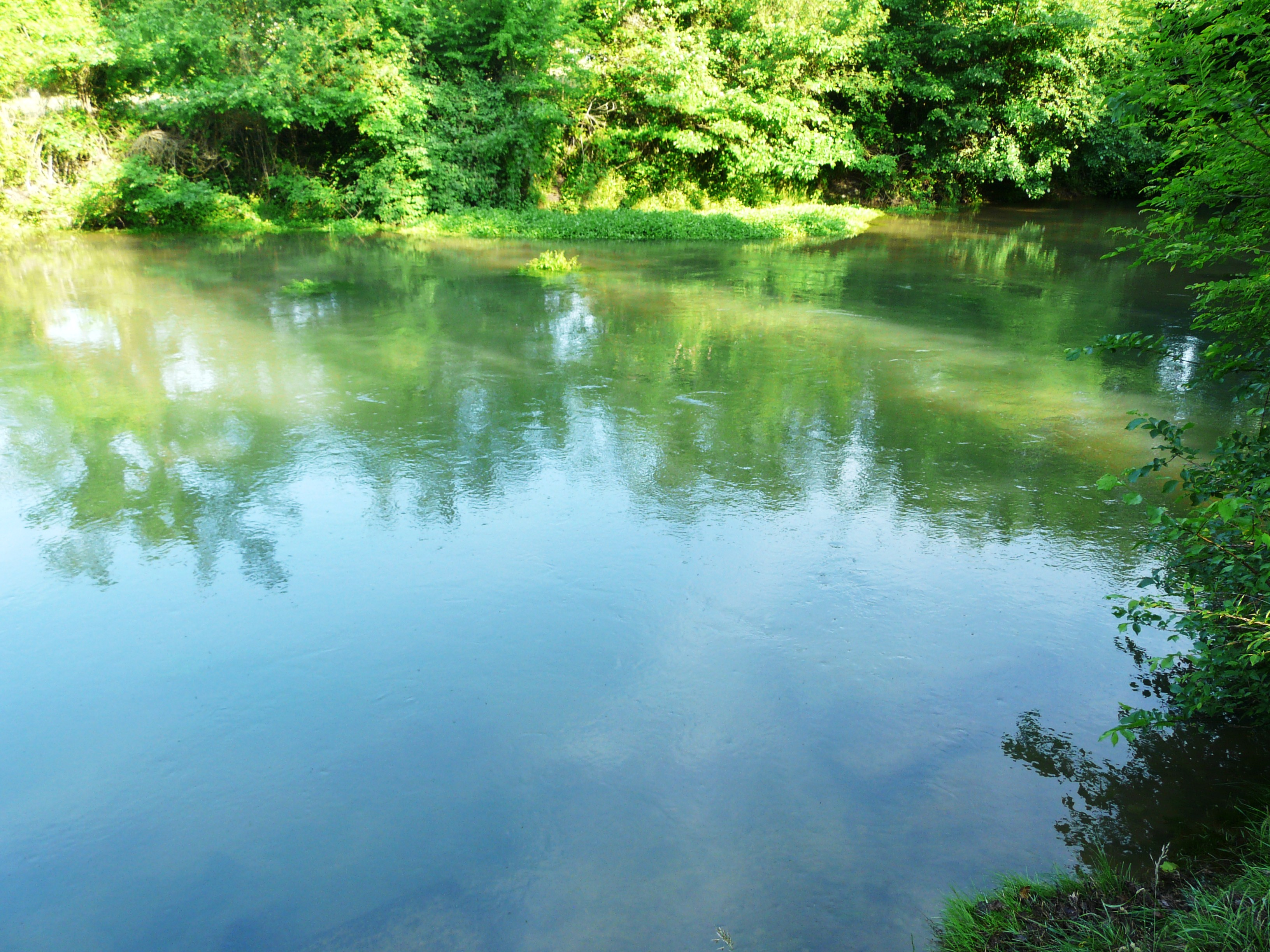
Le Dormant.
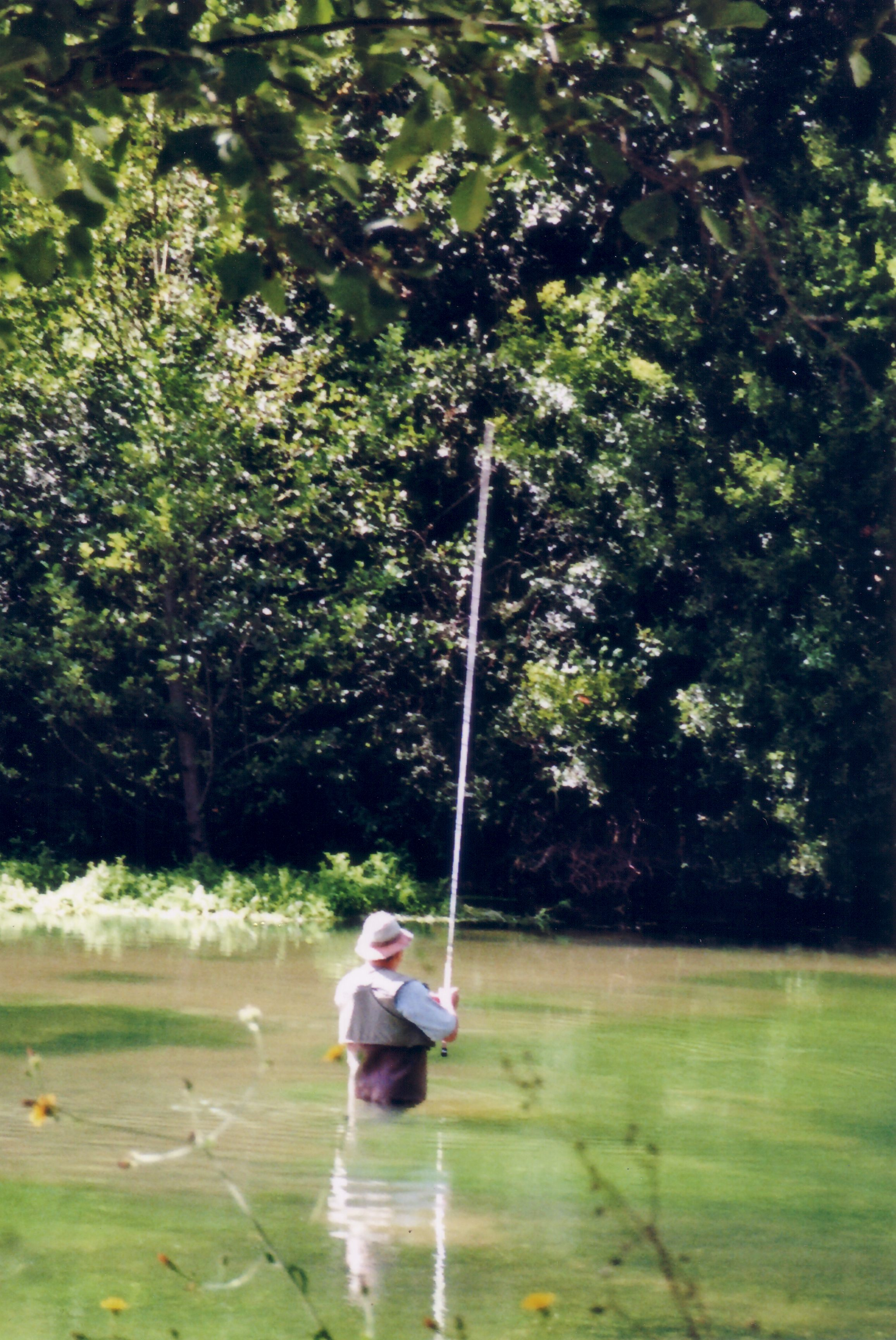
Un pêcheur dans le Dormant.
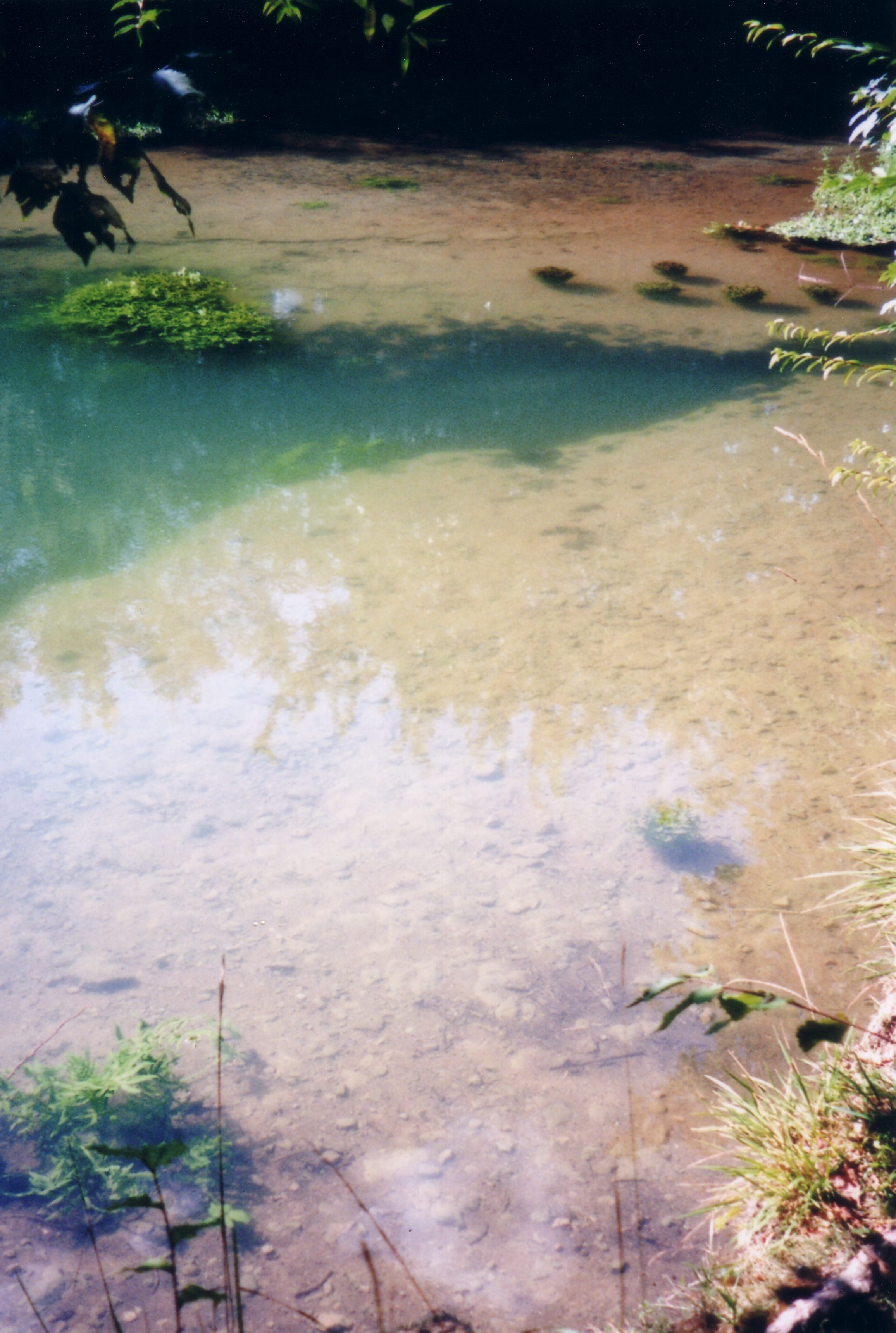
Écoulement de l'eau depuis la font de Lussac.
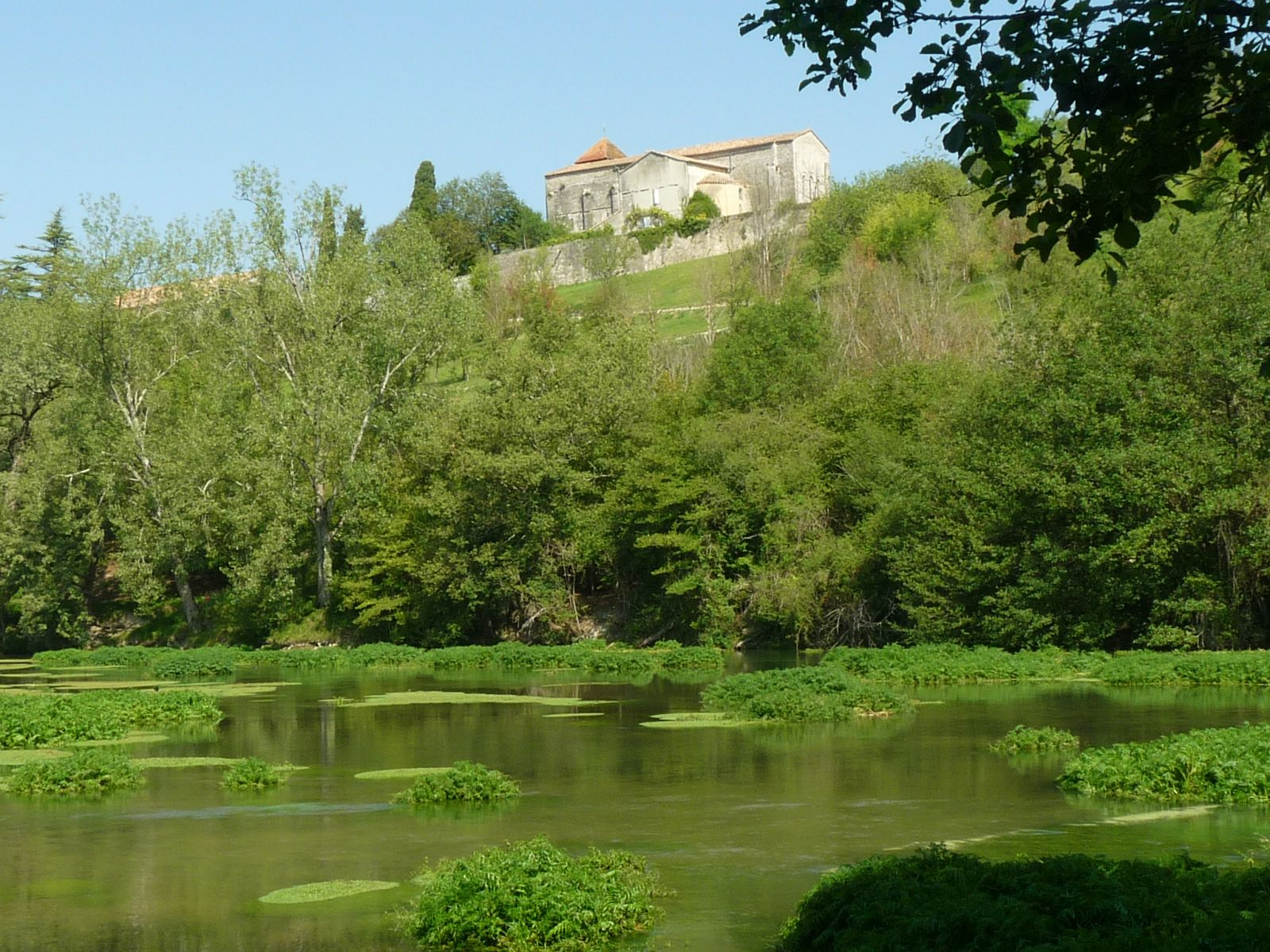
L'église de Touvre au-dessus des sources.
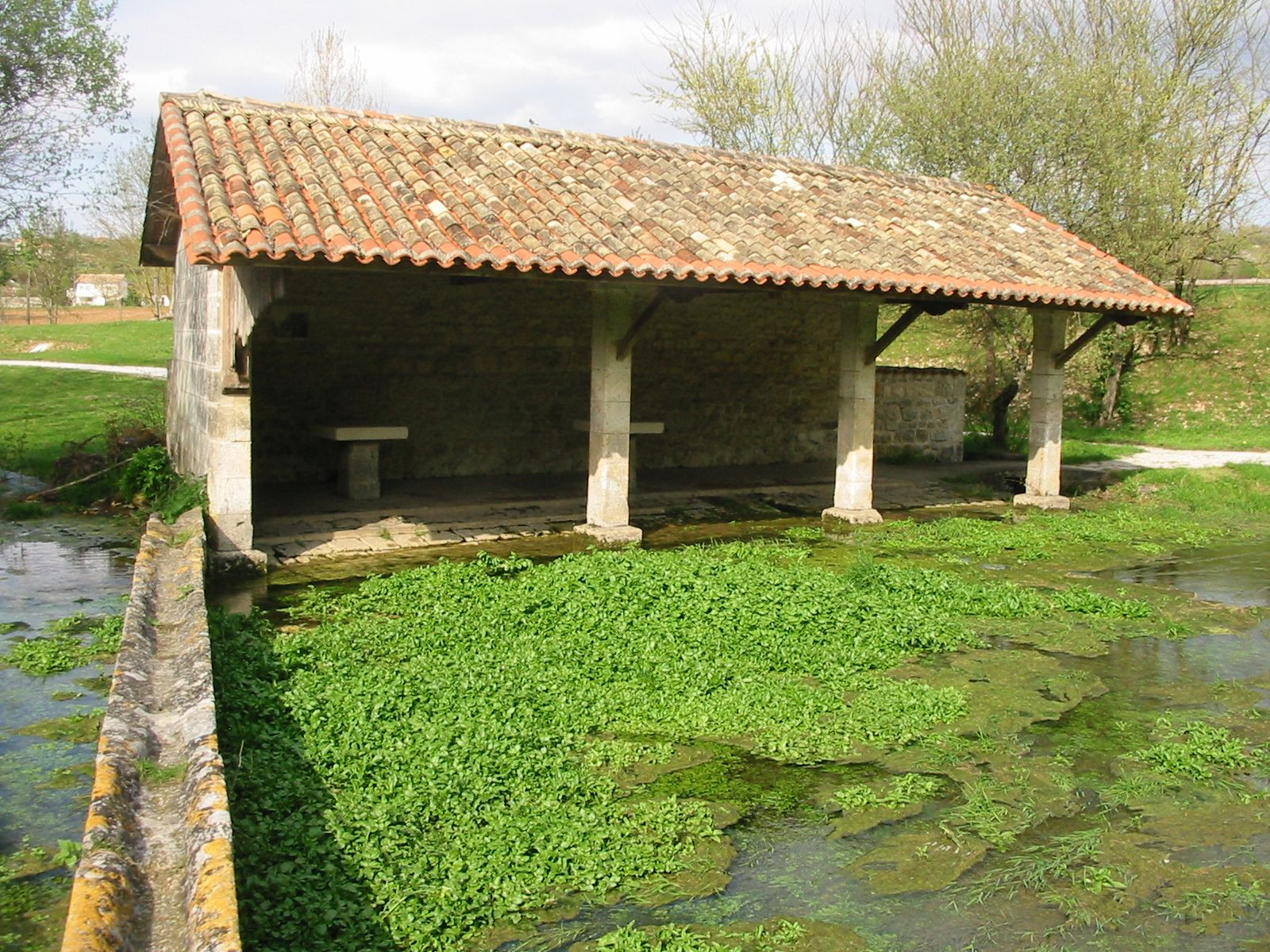
La Lèche.
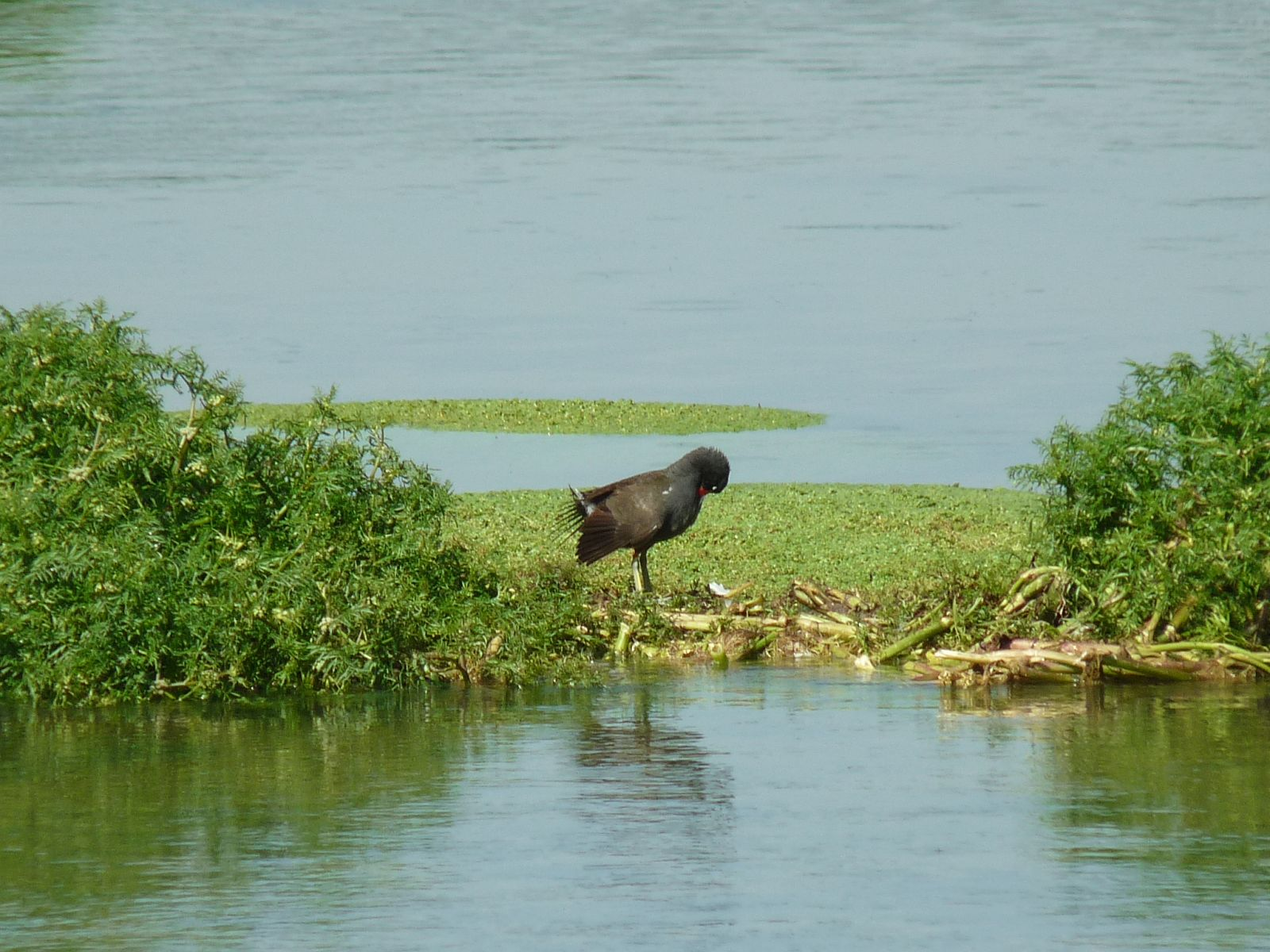
Poule d'eau.
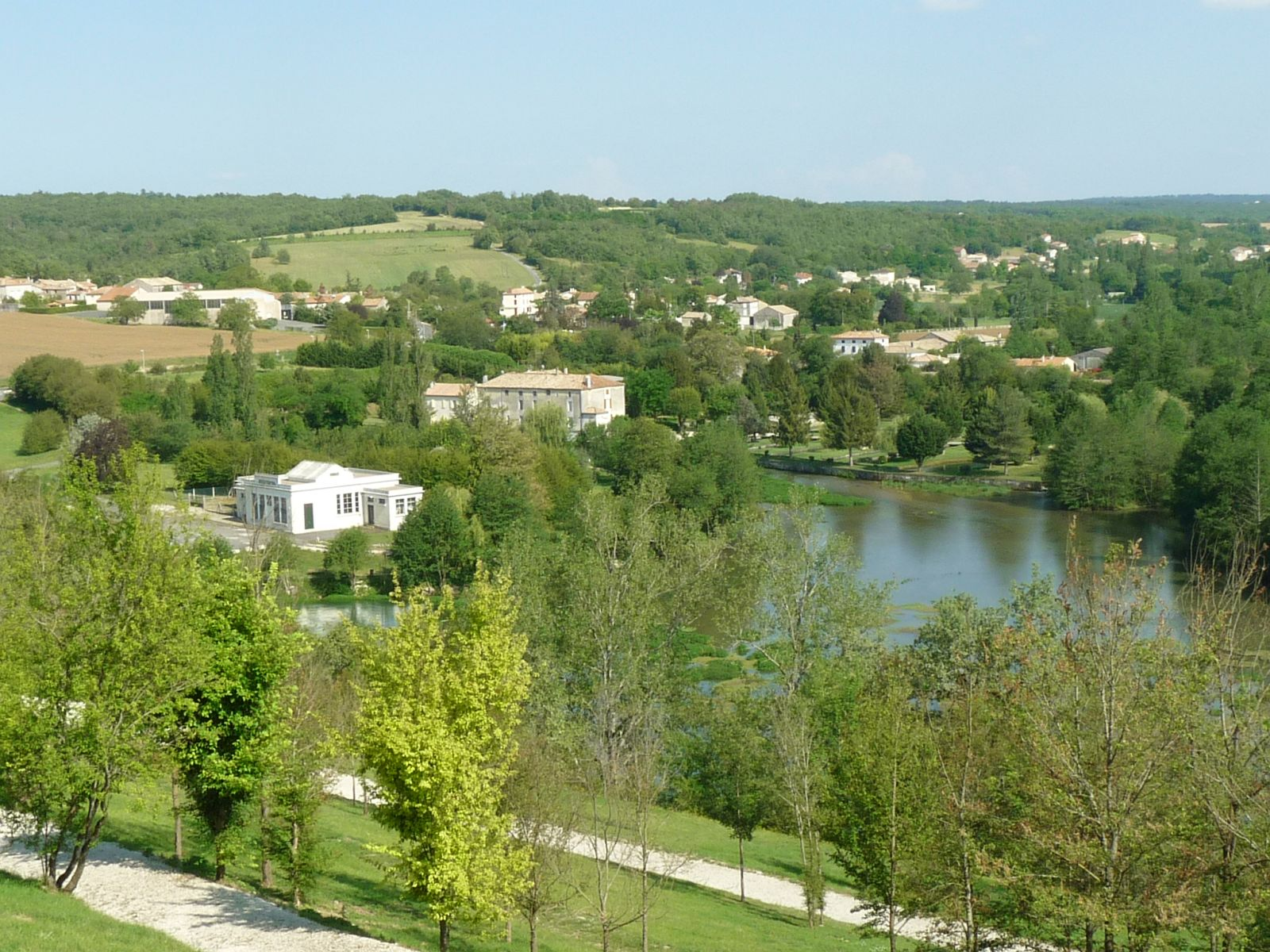
Vue depuis l'église de Touvre.
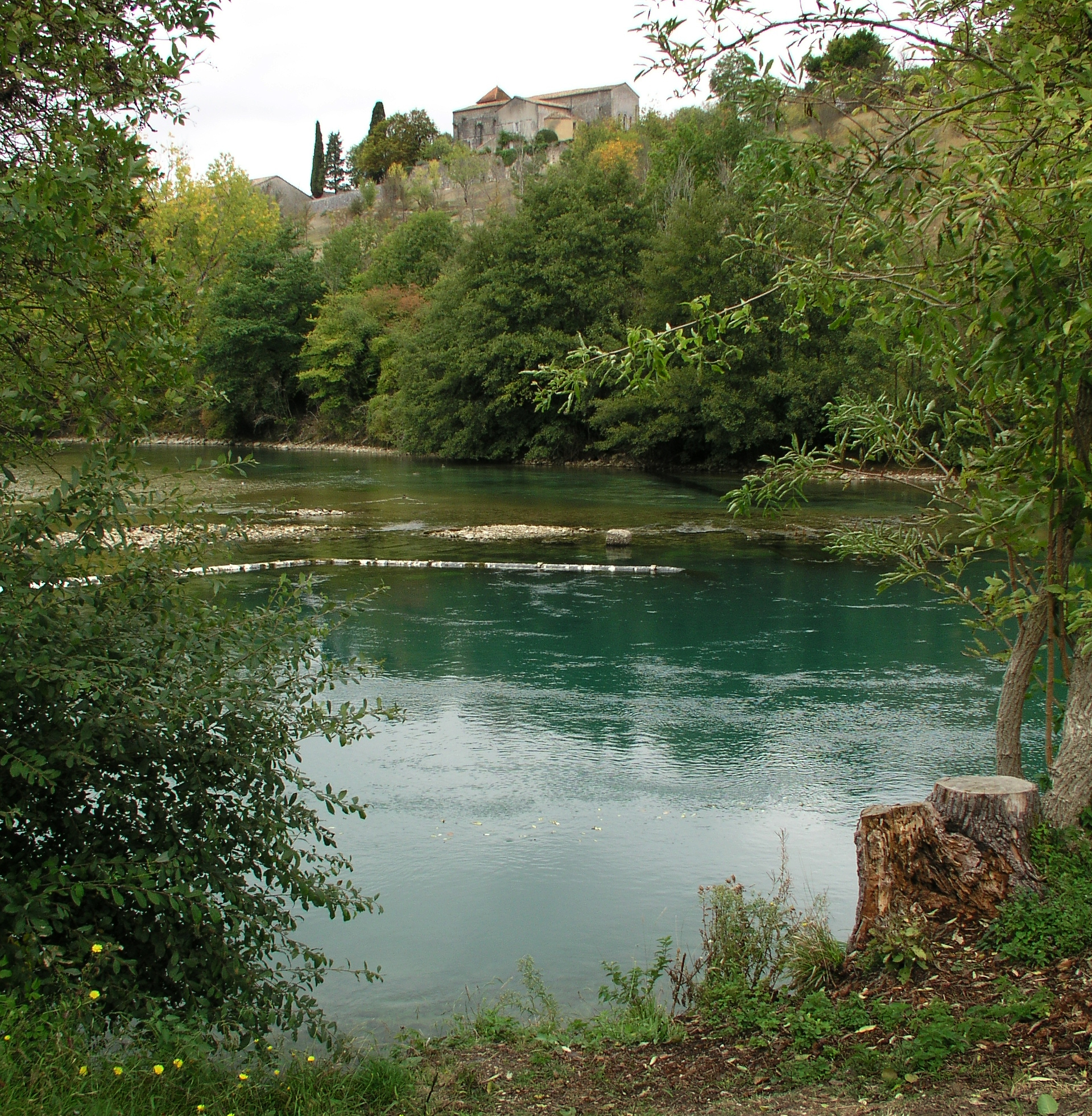
Sources de la Touvre.
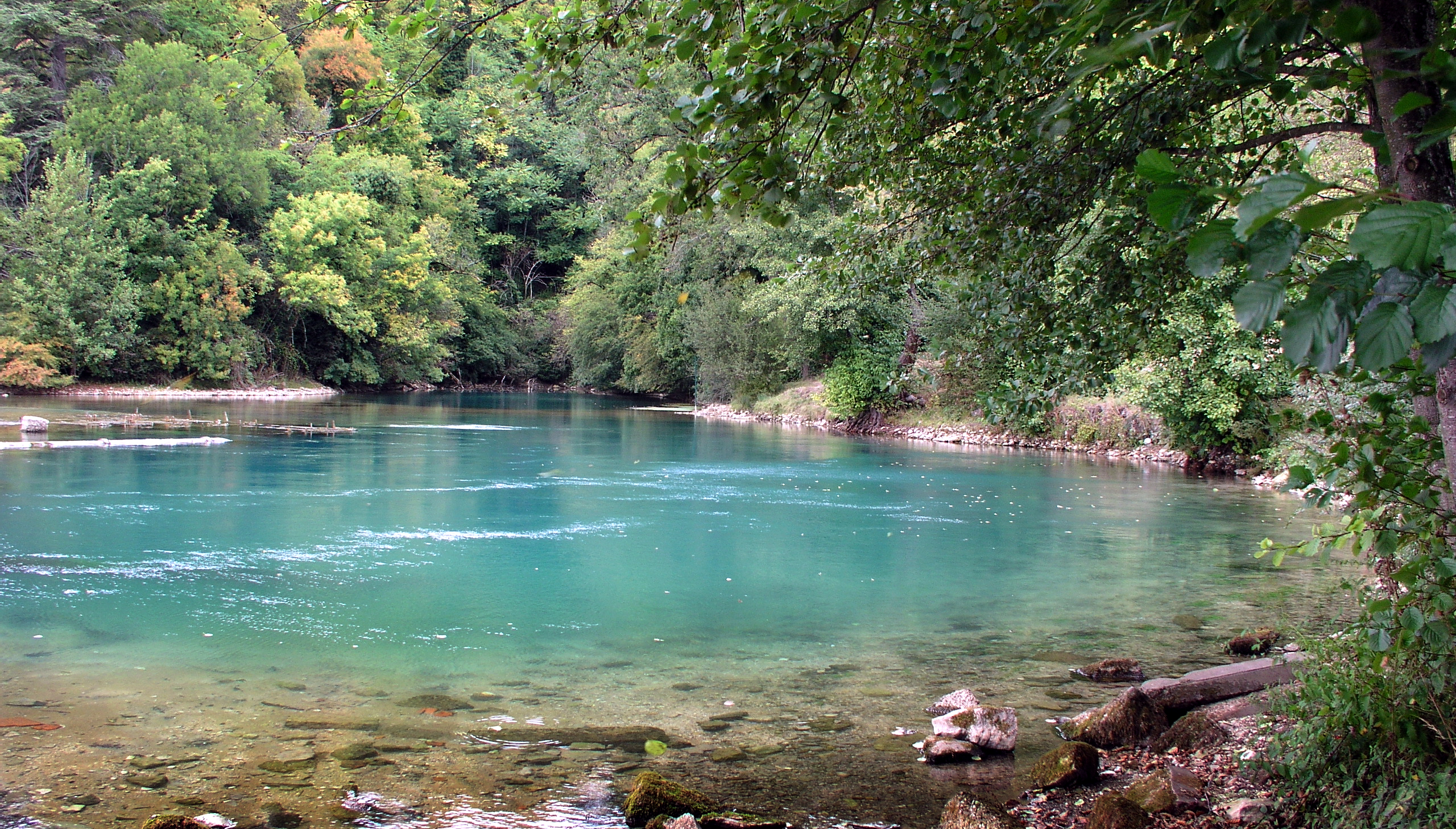
Le Bouillant.
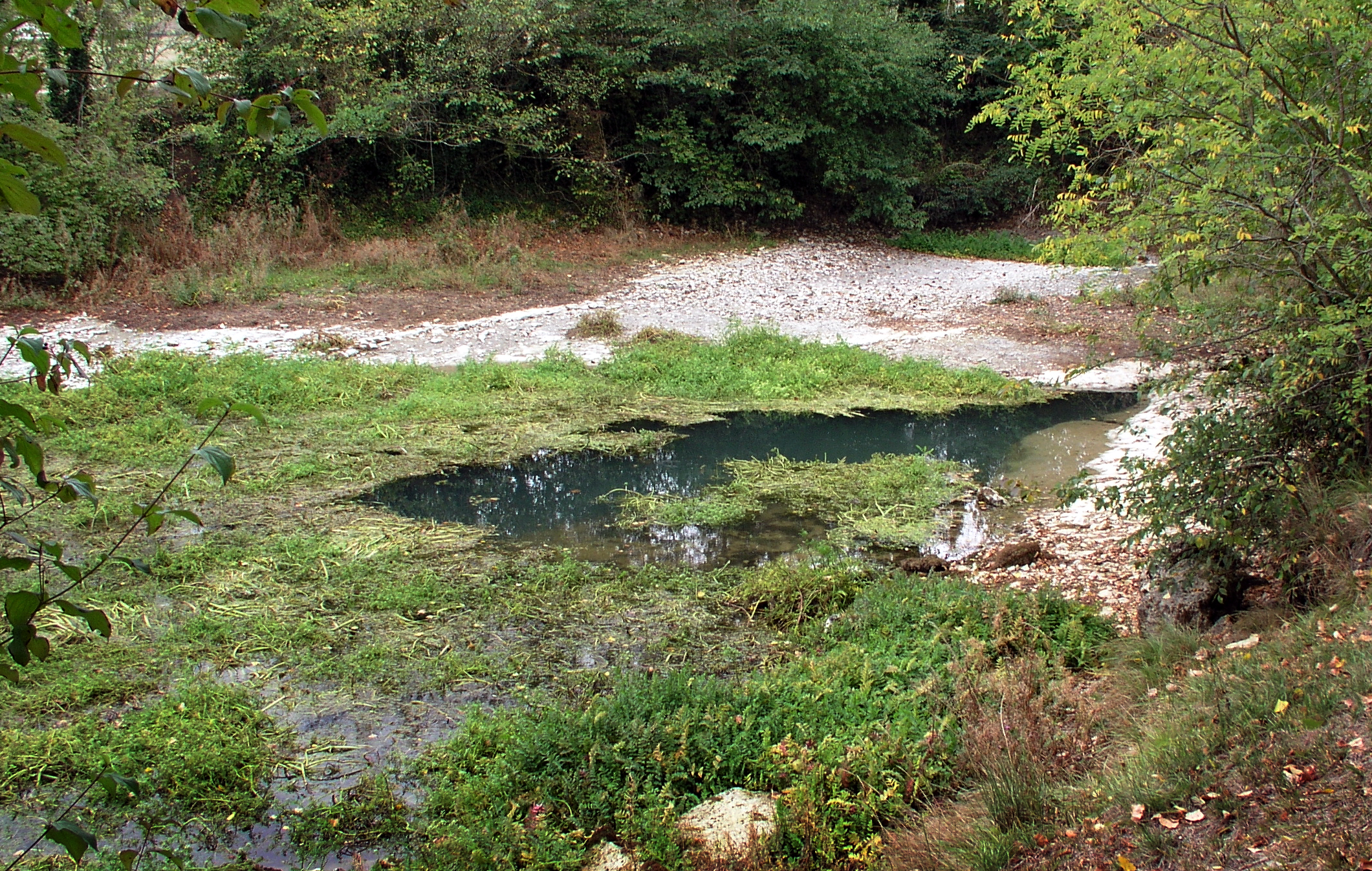
La font de Lussac à l'étiage.
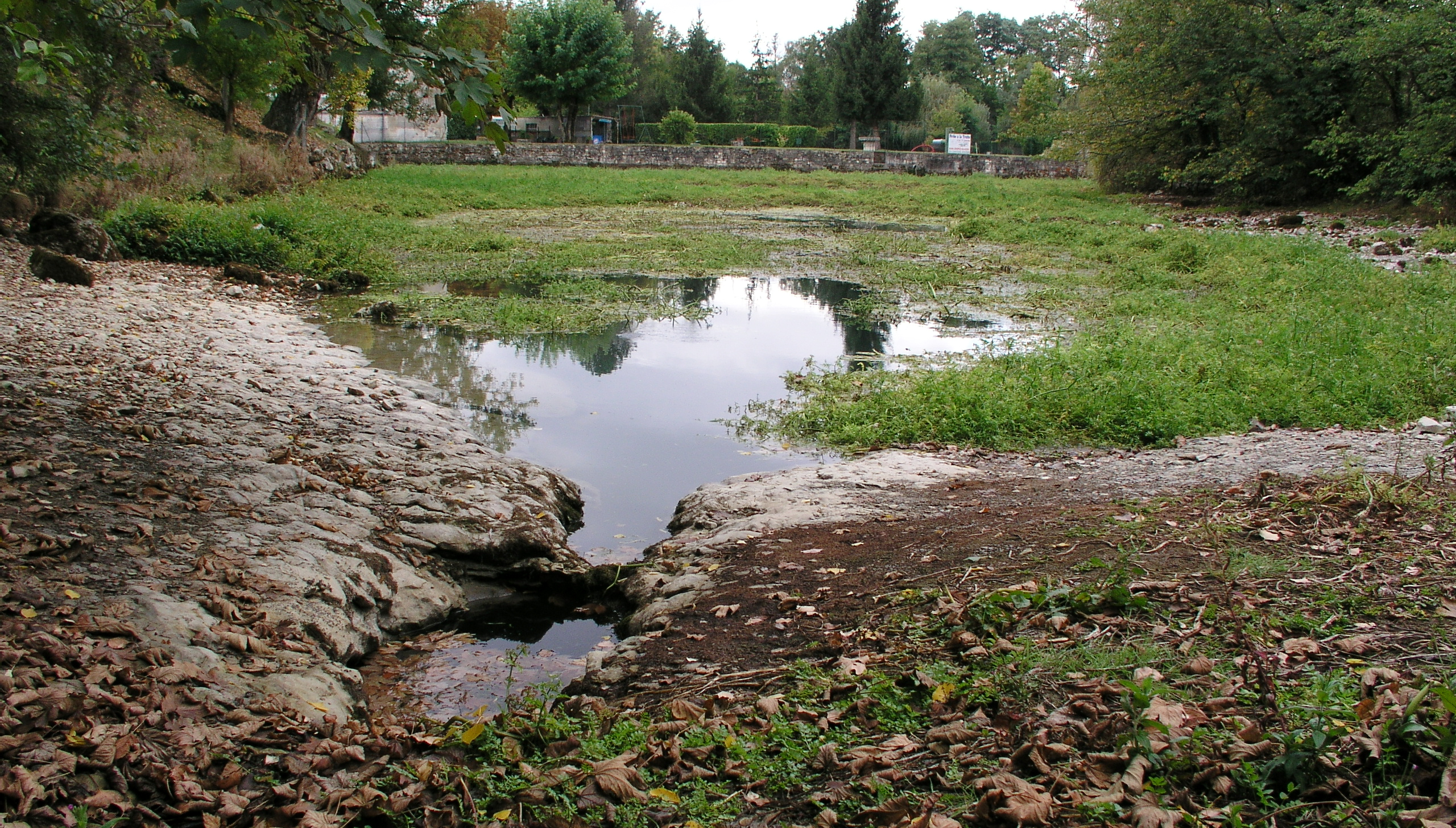
La font de Lussac, une des sources de la Touvre.